# Павленко, Анатолий Фёдорович
Анатолий Фёдорович Павленко (11 января 1940, Владивосток, РСФСР — 2 декабря 2016) — ректор (c 1987 по 2016 год) Киевского национального экономического университета имени Вадима Гетьмана, доктор экономических наук (1990), профессор, Герой Украины (2006).

## Биография
В 1960 г. окончил Уманский сельскохозяйственный институт, в 1964 г. — Киевский институт народного хозяйства. Доктор экономических наук — диссертация: «Организационно-техническое развитие снабженческо-сбытовых организаций».
- 1964−1965 гг. — старший преподаватель кафедры экономики промышленности,
- 1965−1971 гг. — ассистент кафедры материально-технического обеспечения,
- 1975−1980 гг. — заместитель декана,
- 1980−1985 гг. — декан факультета экономики труда и материально-технического обеспечения,
- 1985−1987 гг. — проректор по научной работе,

С 1987 г. — ректор, Киевский институт народного хозяйства (с 1992 — Киевский государственный экономический университет, Киевский национальный экономический университет; с июля 2005 — Киевский национальный экономический университет имени Вадима Гетьмана).
В сентябре 1998 г. был назначен внештатным советником председателя Верховной Рады Украины.

## Награды и звания
- Герой Украины (с вручением ордена Державы, 19.08.2006 — за выдающиеся личные заслуги перед Украинским государством в развитии национального образования, подготовку высококвалифицированных специалистов, многолетнюю плодотворную научную и педагогическую деятельность)[3].
- Почётный знак отличия Президента Украины (10.1996)[4].
- Ордена «За заслуги» II (09.1999)[5] и I (10.2001)[6] степеней.
- Медаль «В память 1500-летия Киева».
- Почётная грамота Кабинета Министров Украины (07.2004).
- Заслуженный деятель науки и техники Украины.